# كيت كارول
كيت كارول (بالإنجليزية: Kate Carroll)‏ هي كيميائية أمريكية، ولدت في 1974.